# Flamme empor
Flamme empor ist ein von Rolf von Sydow 1978 produzierter deutscher Fernsehfilm über den gewalttätigen Zusammenstoß von kommunistischen mit nationalsozialistischen Jugendlichen ein Jahr vor Hitlers Machtantritt. Der zur Drehzeit 24-jährigen Mareike Carrière gelang mit dieser Produktion der künstlerische Durchbruch.

## Handlung
Die Geschichte spielt im von Frankreich kontrollierten Saarland an zwei Tagen und einer Nacht im Juni 1932 und spiegelt im Kleinen den anstehenden Konflikt links gerichteter Jugendorganisationen mit den fanatischen Anhängern einer straff geführten Hitlerjugend und im Großen die sich abzeichnende Zeitenwende des Jahres 1933 wider.
Im Saarbrücker Stadttheater stimmt das Publikum beim Rütli-Schwur in einer Aufführung von Friedrich Schillers „Wilhelm Tell“ spontan das Lied der Deutschen an. Sieben Monate vor Adolf Hitlers Machtergreifung im Reich zeigen sich stellvertretend an diesem Ort, außerhalb Berlins Machtanspruch, die nationalistischen Gefühle beider ideologischer Gruppen besonders intensiv. Vertreter der bündischen Jugend, die Erben der Wandervögel, versammeln sich während der Sonnenwend-Feier am Lagerfeuer, um auf der Klampfe zu spielen, zu singen, Volkstänze aufzuführen und, ganz in der Romantik-Tradition schwärmerischer Klassiker-Verehrung, in die Natur hinauszuziehen oder einfach nur um Spaß zu haben.
Doch die unbändige, fast naive Lebensfreude der jungen Leute droht ihre Unschuld zu verlieren, denn fanatisch aufgehetzte, sich extrem völkisch, antikommunistisch und antisemitisch gebende Jungs und Mädels der HJ finden sich gleichfalls an diesem Ort ein und beginnen mit ihren totalitären und ausgrenzenden Vorstellungen von einer zukünftigen, selbstverständlich nationalsozialistischen Gesellschaft das heitere Klima der Losgelöstheit zu vergiften. Aber auch die Jugendlichen der kommunistischen Rotfrontler stehen in ihrer Agitation und Intoleranz den Nazis kaum in etwas nach, und so wird bald die fröhliche Sonnenwendfeier in ihrer Friedfertigkeit empfindlich gestört. Im Mittelpunkt dieser aufgeputschten Auseinandersetzung stehen vor allem Fritz, Alex und Katja, die ebenfalls in das Mühlenwerk der sich abzeichnenden „neuen Zeit“ geraten, in einem Moment, wo sie eigentlich doch gänzlich andere, sehr viel privater Gefühle austesten wollten.

## Produktionsnotizen
Der Fernsehfilm Flamme empor wurde an 34 Tagen zwischen dem 12. Juni und dem 18. August 1978 rund um Saarbrücken gedreht. Die Uraufführung erfolgte im Rahmen der Internationalen Filmfestspiele Berlin (Internationales Forum) am 27. Februar 1979. Am 11. Mai 1979 war im Münchner Maxim-Lichtspieltheater Kinostart. Am 20. Juni 1979 lief die Produktion um 20.15 Uhr in der ARD an.

## Kritik
„In seinem zweiten Fernsehfilm vertraut Schubert auf die Kraft seiner Geschichte, reichert sie nicht durch didaktische Exkurse an. Mit ruhigen Kamerabewegungen verknüpft er die ländlichen Schauplätze, konfrontiert das vermeintliche Idyll mit Laute und Lorbeerkranz mit den (noch) versteckt ausgetragenen Machtkämpfen innerhalb der Gruppen. Behutsam stellt er ein Klima totaler sexueller Verklemmung her, zeigt die nackten, verzückten Leiber frühmorgens im Walde ebenso wie die heimliche Verzweiflung des Mädchens, dessen bündisch gesinnter Freund mit seinem Musikinstrument zärtlicher umgeht als mit ihr. ‚Flamme empor‘, trotz einiger inszenatorischer Hilflosigkeiten … eins der intelligentesten Fernsehspiele der letzten Zeit, fordert vom Betrachter eine ungewohnte Aufmerksamkeit. Aus Gesten, Blicken, kleinen Verstörungen und jähen Eruptionen enttäuschter Liebessehnsucht muß er sich selber die Indizien für jene Zeitwende suchen, die eigentlich nur eine Sonnenwende hatte sein sollen. Nichts für Historiker also wahrscheinlich, aber ein (mit jungen, unbekannten Schauspielern vorzüglich besetzter) Film für Leute, die vor lauter Fern-Sehen das Hin-Sehen noch nicht ganz verlernt haben.“

„Mit der Klampfe in der Hand und Sonne im Herzen zogen sie in die Natur – die ‚Jugendbewegten‘ der 20er Jahre. In seinem zweiten TV-Film schildert Eberhard Schubert (‚Marathon‘), Jahrgang 1946, den Einbruch der HJ-Law-and-Order in die romantische Lagerfeuer-Welt von drei jungen Leuten. Die ‚richtigen Gesichter‘ suchte er unter rund tausend jungen Schauspielern aus und stieß dabei auf einen ‚erschreckenden Mangel an Wissen über die Nazizeit‘.“

„Der Film will demonstrieren, warum die Jugend zu Beginn der 30er Jahre sich nicht gegen die Vereinnahmung durch das ‚Dritte Reich‘ gewehrt hat. Sorgfältig in der Darstellung historischer Fakten, um die Zeichnung eines gerechten Bildes bemüht, kann Eberhard Schubert dennoch keine restlos befriedigende Darstellung der Jugendbewegung geben und Verständnis für die Situation jener Zeit wecken.“